# Джанет Блэр
Джанет Блэр (англ. Janet Blair, 23 апреля 1921 — 19 февраля 2007) — американская актриса и певица.

## Биография
Джанет Блэр, урождённая Марта Джейн Лаферти, родилась в Пенсильвании 23 апреля 1921 года. Она начала свою карьеру в кино в 1942 году, заключив контракт с компанией «Columbia Pictures». Свой псевдоним она взяла от названия округа Блэр в её родном штате.
В годы Второй мировой войны она появилась во многих примечательных картинах, но наиболее всего она запомнилась по ролям сестры Розалинд Рассел в фильме «Моя сестра Эйлин» (1942) и лучшей подруги Риты Хейворт в «Сегодня вечером и каждый вечер» (1945). В конце 1940-х истёк её контракт с «Columbia Pictures» и Джанет Блэр многие годы не появлялась на экранах. С 1943 по 1950 год Блэр была замужем за известным в США пианистом Лу Бушом.
Взамен появлений на киноэкранах Джанет Блэр подалась на театральную сцену, где достигла успеха в роли Нэлли Форбуш в мюзикле «Юг Тихого океана». С этой ролью она блистала на сцене три года, а также много гастролировала по США. Во время одного из турне в 1953 году она познакомилась со своим вторым мужем Ником Мэйо, от которого родила двоих детей.
В 1950-е Блэр также стала появляться и на телеэкранах. У неё были роли в сериалах «Кульминация», «Бен Кэйси», «Правосудие Берка» и «За гранью возможного» (серия «Достопримечательность»), а также она была частым гостем в различных телешоу. В 1959 году Джанет Блэр записала музыкальный альбом под названием «Flame Out», в котором были собраны многие знаменитые баллады, включая «Don’t Explain» и «Then You’ve Never Been Blue».
Одними из последних крупных её ролей стали Тэнси Тейлор в британском фильме ужасов «Ночь орла» (1962) и Мардж Дрейтон в картине «Мальчики отправляются гулять» (1962), а в последний раз на экранах она появилась в 1991 году в одном из эпизодов телесериала «Она написала убийство».
Джанет Блэр умерла 19 февраля 2007 года от осложнений пневмонии в Санта-Монике в возрасте 85 лет.

## Избранная фильмография
- Моя сестра Эйлин (1942) — Эйлин Шервуд
- Сегодня вечером и каждый вечер (1945) — Джуди Кейн
- Я люблю трудности (1948) — Норма Шэннон
- Мальчики отправляются гулять (1962) — Мардж Дрейтон
- Вон Тон Тон — собака, которая спасла Голливуд (1976) — девушка президента № 3